# Rakede
Rakede est un groupe allemand de hip-hop et electro, originaire de Berlin, actif entre 2006 et 2020.

## Histoire
Alexander Nauels, Christian Behr et Jan Günther forment le groupe en 2006 à Berlin. Les membres du groupe se désignent systématiquement sous le nom de Triebwerk. Au cours de leurs premières années, le groupe enregistre quelques morceaux démo, sort un EP auto-distribué ainsi que le premier single Wo geht's ins All en 2008 via Universal Music. Au fil du temps, les membres du groupe changent, avant que la formation actuelle ne se forme vers 2013 sous le nom légèrement différent de « Rakede ». 
La même année, l'EP Ja... aber was, wenn alles klappt, avec des featurings de Samy Deluxe et Dellé (Seeed) chez Downbeat Records, un sous-label de Warner Music qui héberge entre autres Seeed et les Beatsteaks. Leur vidéo unplugged sur le titre Bitte, Bitte devient un hit viral sur YouTube en 2013,.
Dès 2010, le groupe se produit dans différents festivals, dont le Mini Rock Festival et le MS Dockville. Le 20 juin 2020, le groupe se sépare.

## Discographie
- 2008 : Wo geht's ins All (single)
- 2010 : Abschussbasis (EP)
- 2013 : Ja...aber was, wenn alles klappt (EP, Downbeat Records / Warner)
- 2014 : Rakede (album, Downbeat Records / Warner)
- 2015 : Komm unter meinen Schirm Turbo Ep (EP, Downbeat Records / Warner)
- 2017 : Es geht mir gut! (Sehr, sehr gut. Sehr gut!) (album)